# 奧地利大公國
奧地利大公國（德文：Erzherzogtum Österreich），是神聖羅馬帝國主要的諸侯國之一，七百年來，奧地利從一個藩侯國（Markgraftum）晉身為帝國的中心，為哈布斯堡王朝之權力核心，也是奧地利帝國的前身。

## 地理
以維也納為中心，大公國涵蓋了整個維也納盆地。其範圍相當於今日奧地利的下奧地利邦，已及幾乎全部的上奧地利邦。位於神聖羅馬帝國的東南方，和匈牙利王國以萊塔河為界。與施蒂利亞公國之間隔著賽梅林山口，和北方的波希米亞王國以波希米亞森林和塔亞河為界。西邊和巴伐利亞公國接壤，在邊界處的因菲爾特原為巴伐利亞公爵所有，直到1779年奧地利和巴伐利亞的《特申條約》將之以及薩爾茨堡總主教區割讓給奧地利大公國。
1251年到1276年在位的奧地利公爵普熱米斯爾·奧托卡二世，將恩斯河以西的部分領土劃入奧地利的版圖，在神聖羅馬帝國的奧地利公國於976年建立起，這些土地一直屬於巴伐利亞公國。這部分領土成為上奧地利，後來的哈布斯堡王朝統治者也沒有改變這份劃分規則。

## 歷史

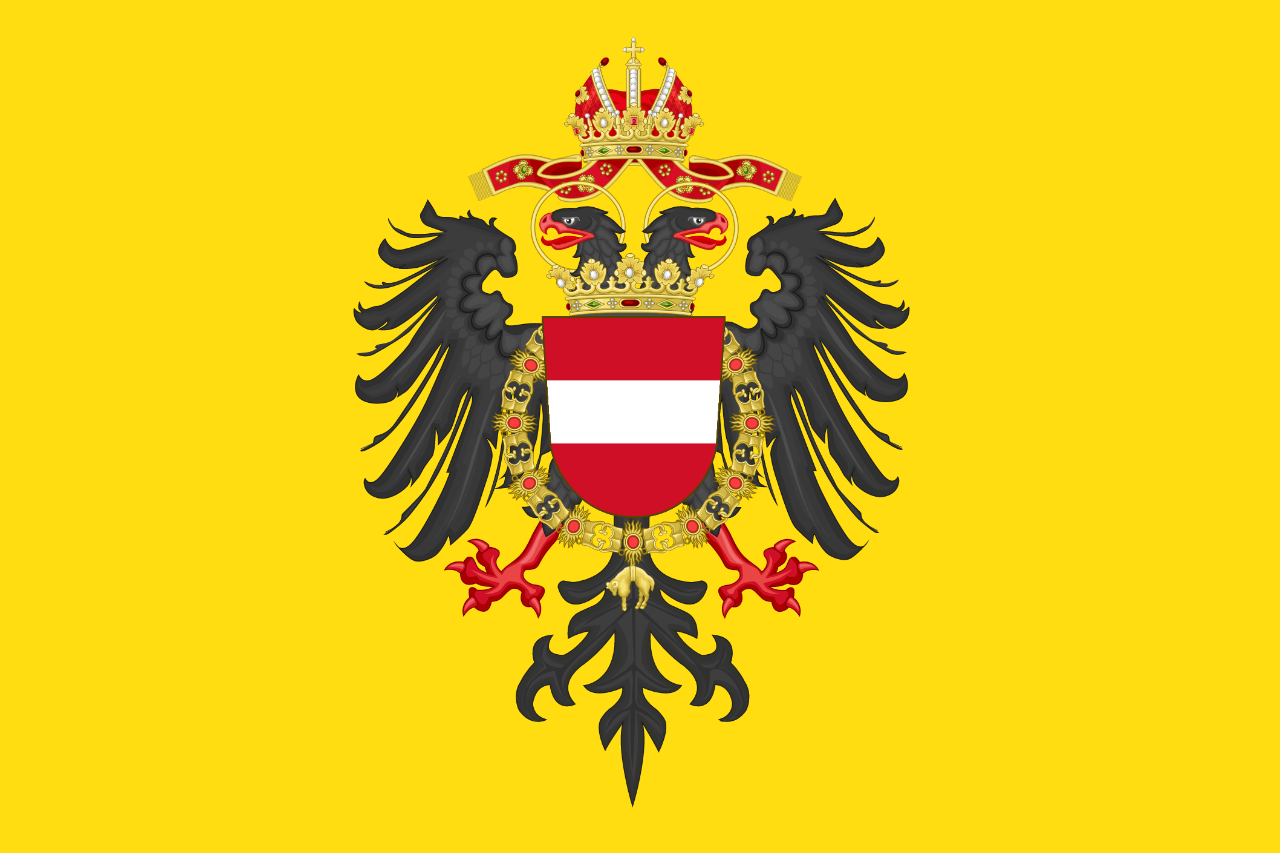
奧地利旗幟（1685年–1740年）

1156年奧地利脫離巴伐利亞，成立為獨立的帝國領地。隨後的1192年，巴奔堡王朝的奧地利公爵亦獲得了鄰近的施蒂利亞公國。1246年巴奔堡王朝絕嗣，波希米亞國王奧托卡二世隨後佔領奧地利並自稱奧地利公爵。後來1278年哈布斯堡王朝的魯道夫一世於杜恩克魯特戰役中擊敗奧托卡二世奪取了奧地利，魯道夫一世並封兒子阿爾布雷希特一世為新任奧地利公爵。
1358/59年，公爵魯道夫四世通過偽造《大特權》，聲稱奧地利公國已獲提升為奧地利大公國，以作為對盧森堡王朝的神聖羅馬帝國皇帝查理四世頒布1356年金璽詔書的回應。魯道夫四世的目標是希望獲得與帝國的七位選帝侯相當的地位，他們是傳統帝國「主要」職位的持有人（參見大宮相）；然而，他的嘗試失敗了，因為皇帝查理四世拒絕承認《大特權》的合法性。到1379年所簽訂的诺伊贝格条约，他的繼承人瓜分了哈布斯堡王朝的土地，從此以後奧地利公國一直處於哈布斯堡阿爾布雷希特支系的統治之下。

### 由公國升為大公國
在1453年的主顯節，皇帝腓特烈三世終於確認了奧地利的大公國身份，他當時正代替同支系的堂侄奧地利公爵拉斯洛五世擔任奧地利攝政。之後奧地利大公頭銜被轉移至所有後來的哈布斯堡皇帝和統治者，以及王朝內其他非統治者的親王貴族。但是由始至終奧地利大公的身份並沒有令其在皇帝選舉中獲得任何投票權。
1477年腓特烈透過安排他的兒子馬克西米利安一世與勃艮第繼承人勃艮第的瑪麗之間的婚姻，進一步推動了哈布斯堡王朝在歐洲的崛起。在馬克西米利安的兒子美男子腓力於1496年與瘋女胡安娜結婚之後，腓力的兒子查理五世將可以繼承卡斯蒂利亞和阿拉貢的王冠，建立一個「日不落帝國」。
儘管如此，查理五世的弟弟斐迪南一世在1521年的沃爾姆斯議會中根據財產分配成為奧地利大公，以及獲得了內奧地利領地包括施蒂利亞、卡林西亞、卡尼奧拉及戈里齊亞，替查理五世管理奧地利。通過與波希米亞與匈牙利的安娜公主結婚，斐迪南於1526年亦繼承了這兩個王國。此外，從1531年起斐迪南亦當選成為羅馬人民的國王，他成為哈布斯堡王朝奧地利分支的祖先（從1745年開始為哈布斯堡-洛林王朝），自此之後奧地利大公和波西米亞國王作為神聖羅馬皇帝的其中兩個主要頭銜，直到1806年帝國解體。

### 奧地利帝國
1804年，神羅皇帝，也是哈布斯堡君主國領地的統治者弗朗茨二世，將他在帝國內的領地和另外他擁有的匈牙利王國一同提升合組為奧地利帝國，以回應拿破崙宣布成立法蘭西第一帝國。兩年後，弗朗茨二世正式被迫解散了神聖羅馬帝國。奧地利大公國繼續作為帝國的組成部分（王室領地）存在，儘管出於行政目的大公國被分為上奧地利和下奧地利。匈牙利仍然享有之前獲承認，是帝國內「獨立的部分」（Regnum Independens）的地位。奧地利大公的頭銜繼續被皇室成員所使用，1918年隨著奧匈帝國的解體，以及新的德意志奧地利共和國的成立，奧地利大公國正式覆滅。原奧地利大公國領地在新的共和國內被分為上奧地利和下奧地利兩個州。